# 1984년 하계 올림픽 요트
제23회 하계 올림픽 요트 경기는 1984년 7월 31일부터 8월 8일까지 미국 로스앤젤레스 롱비치 연안에서 열렸다.